# Канюк Зиновія
Зино́вія Каню́к (1837, Хлівище — сучасний Кіцманський район — 1915, Вашківці) — буковинська письменниця, також була редактором «Променя».
Мати педагога, громадсько-політичного діяча й письменника Сергія Канюка, бабуся Яреми Канюка.

## Короткий життєпис
Початкову освіту здобула у народній школі в Кіцмані, де зовсім не викладалася українська мова — були польська та німецька — тому поезії писала латинкою.
З шкільних років цікавилася літературною творчістю та фольклором.
Про її талант дізналися тоді, коли було знайдено рукописний збірник поезій.
Майже 40 років творила Зиновія писала «в шухляду», інколи її поезії друкувалися в газетах — «Буковина» та журналах.
За її життя поетеси не було видано жодної збірки.
Її найкращими поезіями є «Довбуш», «До матері», «Думка», «Сльози», «Співаночки».
Г. Купчанко у віденських часописах антиукраїнського спрямування ‘’Просвещение’’ і ‘’Русская правда’’ намагався перетягти її на антиукраїнський бік, 1897 року друкує її твір «Чогось мені жаль». Одначе поетка не побажала такого повороту.
Останні роки поетеса провела у Вашківцях при синові, де і похована.